# Alfa Romeo 8C Competizione
Az Alfa Romeo 8C Competizione egy az olasz Alfa Romeo által gyártott exkluzív sportautó, melyet a 2003-as Frankfurti Autókiállításon mutatták be. Az autó sorozatgyártását 2007-ben kezdték meg.

## Története

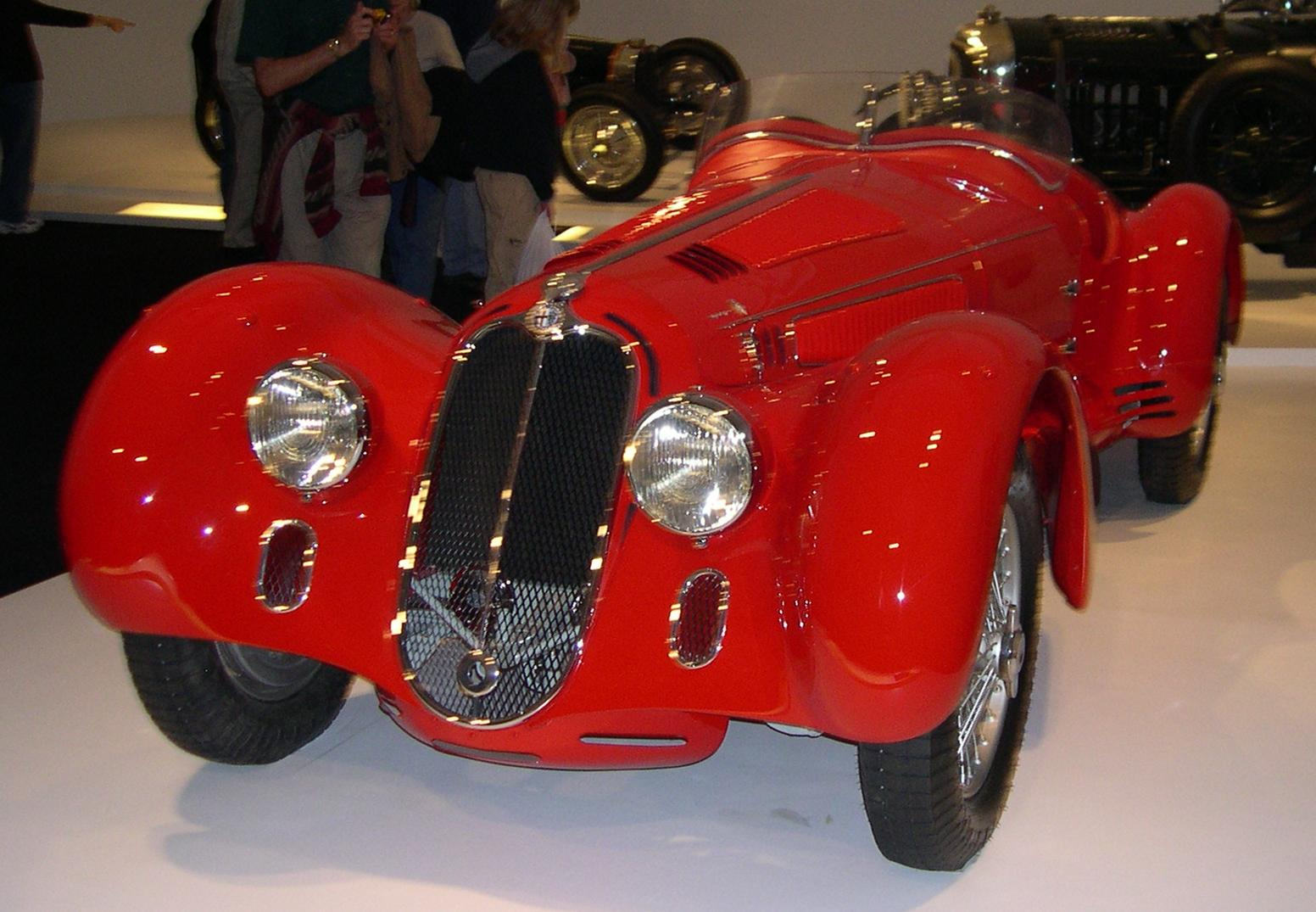
Az előd

A tervezők az Alfa Romeo dicsőséges múltjából merítettek, s egyben előre is vetítették a márka értékeit. A történelmi utalások már a sokatmondó névvel kezdődnek, felidézvén az Alfa Romeo gazdag motorsporthagyományát. A 8C kóddal a harmincas-negyvenes években jelölték azokat a verseny- és közúti autókat, amelyek megkapták az akkor forradalminak számító, a híres tervező, Vittorio Jano által létrehozott nyolchengeres erőforrást. A „Competizione” elnevezés egyfajta tiszteletadás a legendás „6C 2500 Competizione” és a „8C 2900 Competizione” sportkupé előtt, amivel 1950-ben a Fangio–Zanardi páros részt vett a híres Mille Miglia versenyen.
Új, 90 fokos hengerszögű, 4691 cm3-es, V8-as erőforrása igazi olasz mestermunka, amire az Alfa Romeo méltán büszke. Az öt helyen csapágyazott alumínium blokkos motor megalkotásánál egyszerre volt szempont a kimagasló teljesítmény, a kifinomult működés, a használhatóság közúton és versenypályán egyaránt. A sikeres törekvéseket mutatja, hogy a hosszirányban beépített motor nem csak hosszú élettartamú és alacsony zajszintű, hanem teljesítménye is kiemelkedő: 450 LE (7000-es fordulat), a 470 Nm (4750-es fordulaton), leszabályozási fordulatszám: 7500.
A 8C Competizione különleges azért is, mert esetében az Alfa Romeo visszatér a transaxle kialakítású motor-sebességváltó elrendezéshez. A kis tömegű erőforrás az első tengely mögé építették be, ami növelte az autó sportos kezelhetőségét, stabilitását.
Az új Alfa Romeo modellek mellett ugyancsak szerepet kapnak a technikai újdonságok is - a Selespeed és a Q-Tronic váltóművek, valamint a Fiat Auto és a Microsoft közös fejlesztése, a Blue &Me rendszer.

## Képgaléria

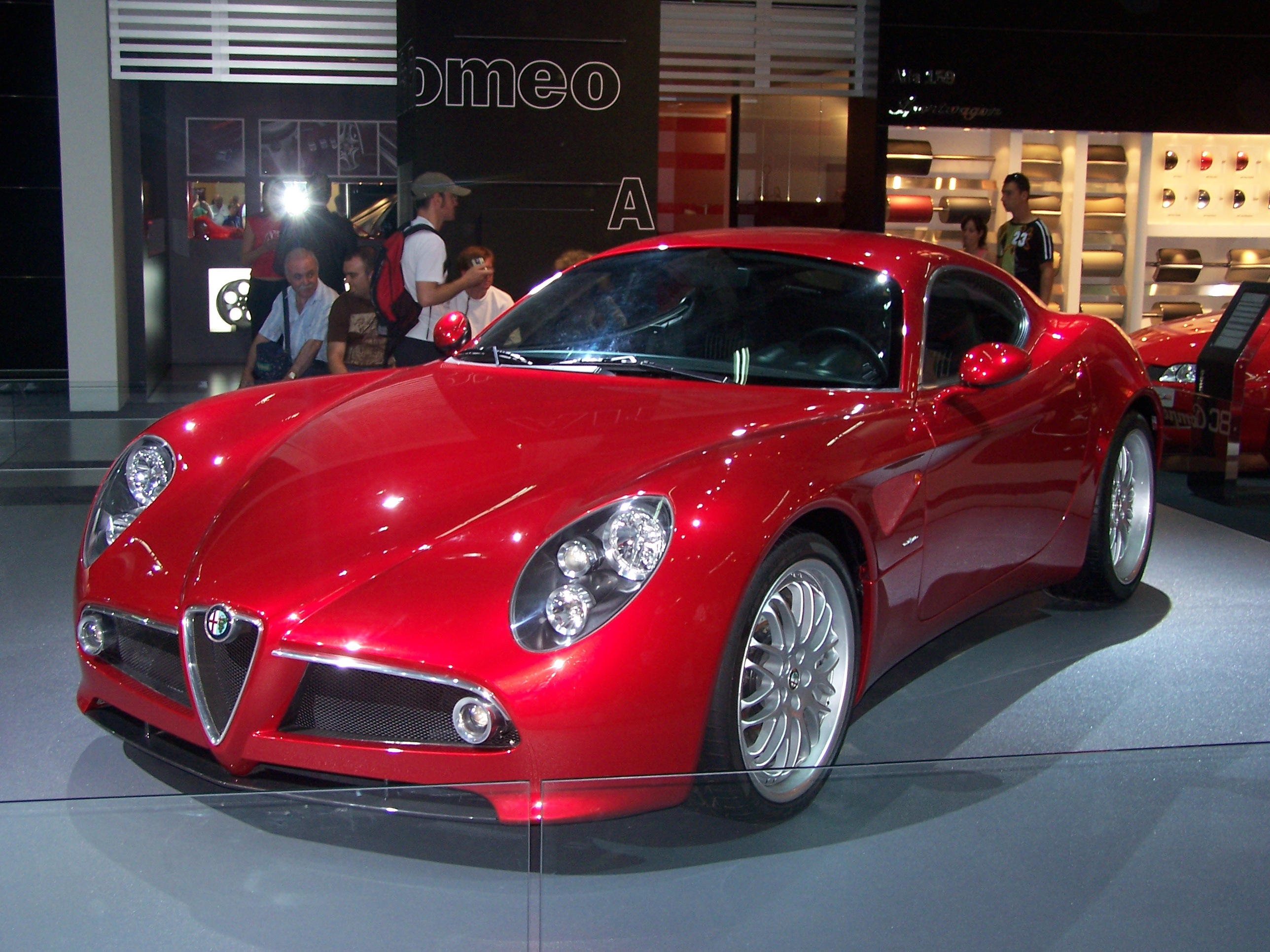
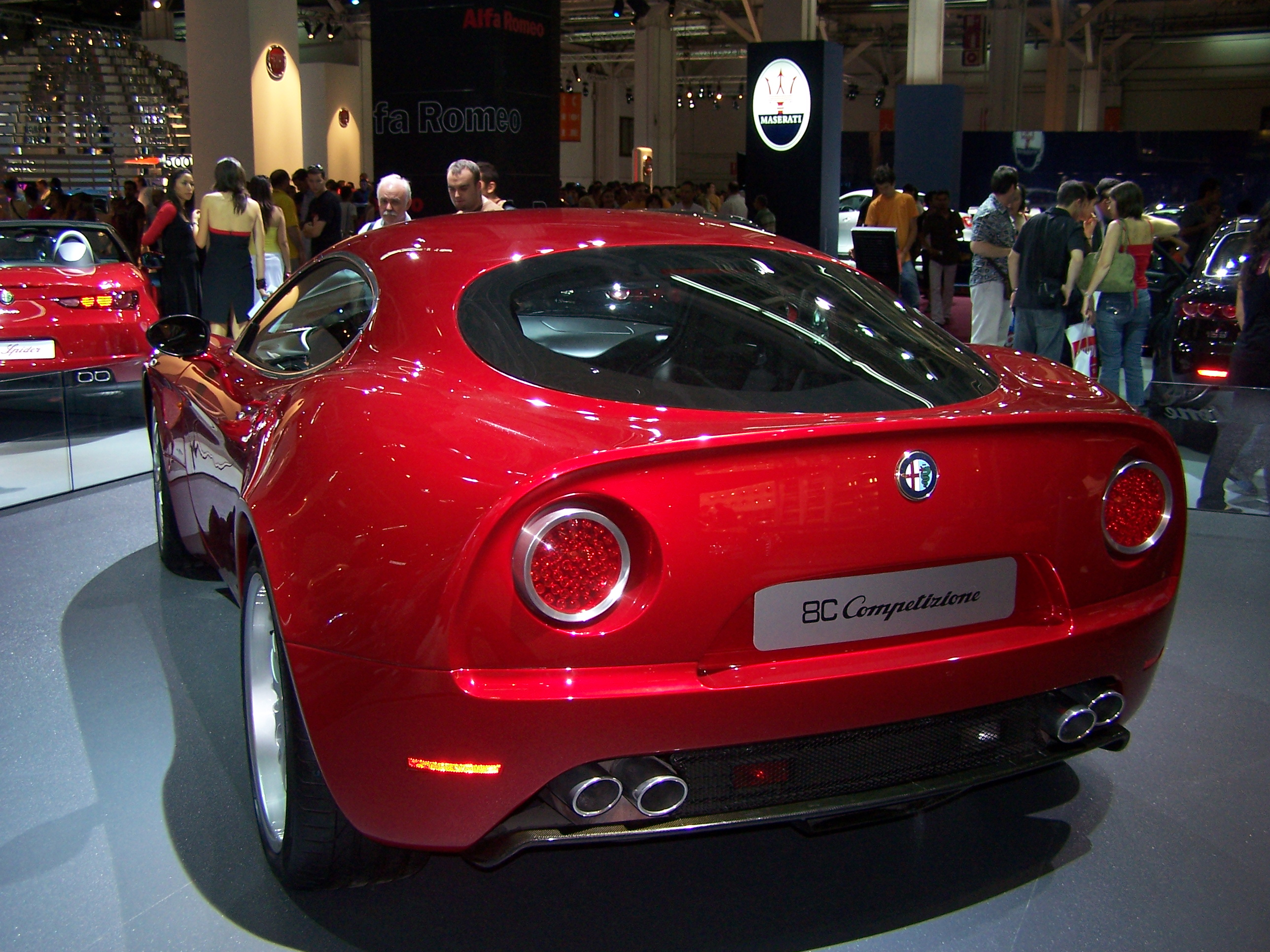
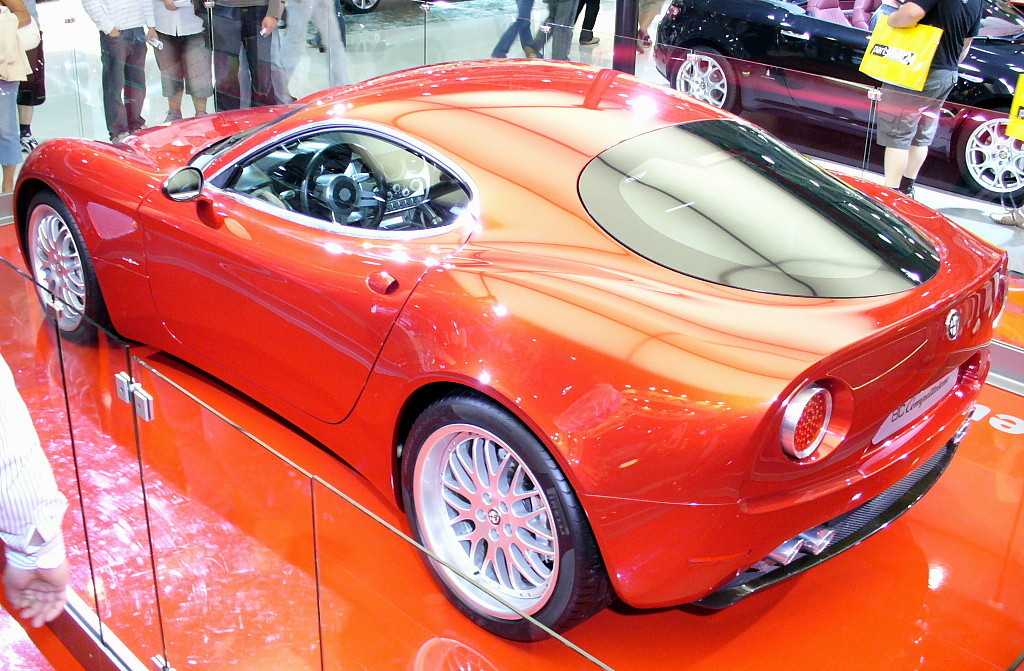
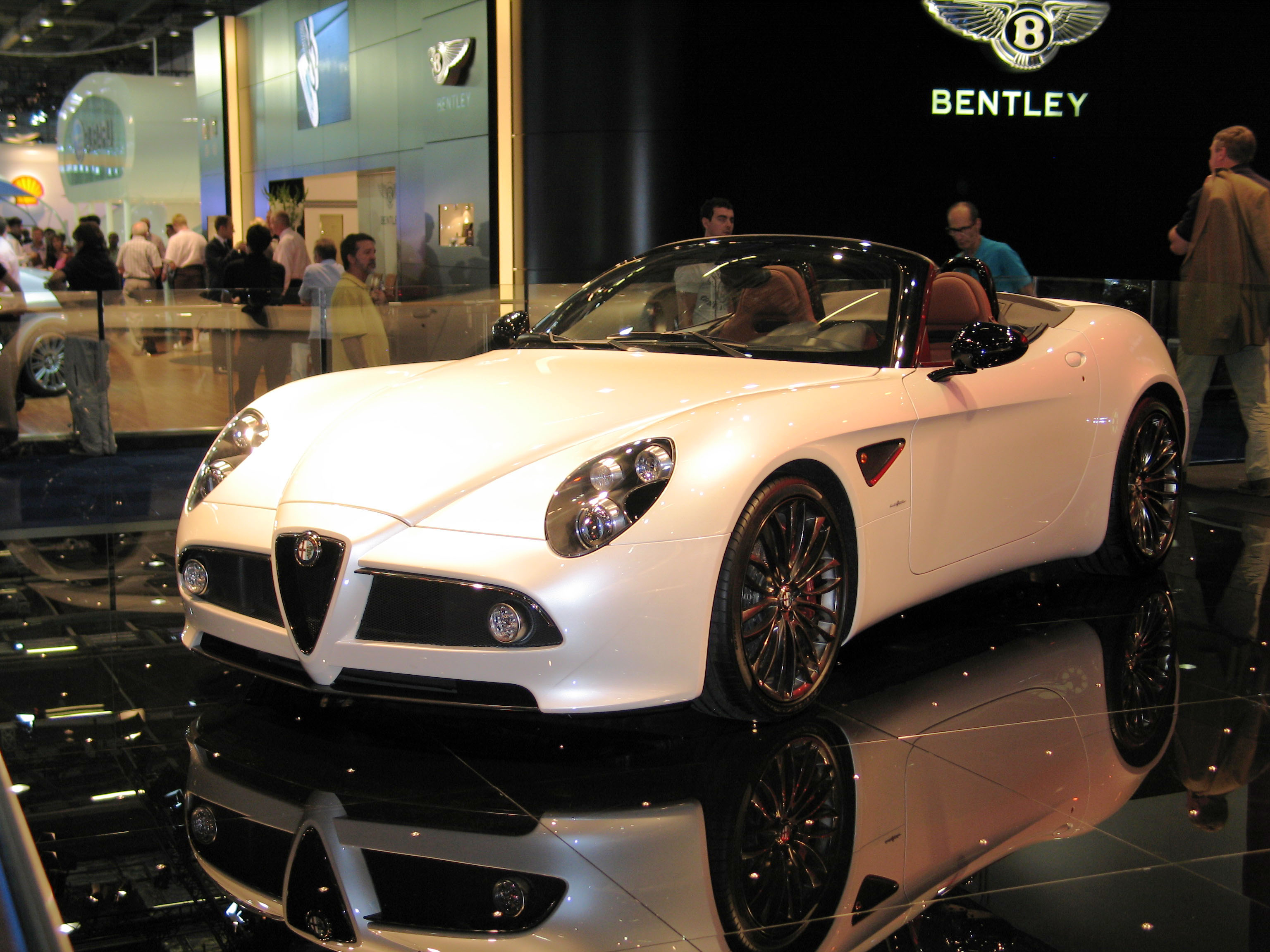